# 月刊ハワイアン・ウェイブ
『月刊ハワイアン・ウェイブ』後に『月刊Hawaiian News ジャーナル』は、有限会社ハワイアン・ジャーナル社が発行していた日本の月刊誌。ハワイアンミュージックを中心とした音楽雑誌。毎月25日発売。
1982年7月より1988年まで27号にわたり刊行されていた『Hawaiian Fan』（2005年復刊）を前身とする。1989年に創刊（『Hawaiian Fan』復刊までに160号）、2015年3月発行の278号より「月刊Hawaiian News ジャーナル」に改名し誌面をリニューアルしたが、2015年12月発行の287号をもって休刊した。